# ديمتري كانتيمير
ديمتري أو ديميتريوس  كانتيمير (26 أكتوبر 1673 - 21 أغسطس 1723) هو جندي من إمارة البغدان ورجل دولة وأديب. تولى حكم إمارة البغدان خلال فترتين (مارس - أبريل 1693 و1710-1711). أثناء ولايته الثانية، تحالف مع روسيا في حربهم ضد أمراء إمارة البغدان العثمانيين. عقب هزيمة روسيا، أُرغِمت أسرة كانتيمير على الذهاب إلى المنفى واستُبدِل حكام المناطق الأصليين بحكم أسرة فاناريوت اليونانية. كان كانتيمير كاتبًا وفيلسوفًا ومؤرخًا وملحنًا وعالم موسيقى ولغويًا وعالم آثار وجيولوجيًا. عُرِف ابنه أنتيوخ، سفير روسيا لدى بريطانيا العظمى وفرنسا وصديق مونتسكيو وفولتير، باسم «الأب الروحي للشعر الروسي».

## حياته
ولد ديمتري في سيليشتن، إمارة البغدان (مقاطعة فاسلوي حاليًا، رومانيا) في 26 أكتوبر 1673 لوالديه قسطنطين كانتيمير وآنا بانتاس. ينحدر والده المسن من عائلة نبيلة أصلها من تتار خانية القرم، والتي أتت إلى إمارة البغدان في منتصف القرن السابع عشر. تفسر أحد التوضيحات اسم كانتيمير بأنه مشتق من عبارة تعني «دم تيمور»، إشارة إلى نسبهم المباشر للقائد تيمورلنك. تنحدر والدته المتعلمة لأسرة نبيلة محلية في عام 1685، عين الأمراء الاتراك قسطنطين حاكمًا لإمار البغدان.
على الرغم من ان قسطنطين كان أميًا، علم أبناءه ديمتري وأنتيوه باستفاضة. تعلم ديمتري اليونانية واللاتينية لقراءة الكلاسيكيات أثناء طفولته. أحد معلميه هو الباحث جون كومنينوس موليفدوس. بين عامي 1687 و1710، قضى ديمتري معظم وقته رهينة أو مبعوثًا في القسطنطينية، حيث كان يعيش في القصر الذي كان يملكه، تعلم هناك اللغة التركية ودرس التاريخ العثماني في أكاديمية البطريركية اليونانية. ألف كذلك الموسيقى التركية أثناء وجوده هناك.
خلف ديمتري والده في الحكم عقب وفاته في عام 1693 لفترة وجيزة إلا أن الحكم انتقل في غضون ثلاثة أسابيع لصالح قسطنطين دوكا، الذي حظي بدعم والد زوجته، قسطنطين برانكوفينو حاكم فالاشيا، أثناء ترشيحه. عندما تمكن شقيقه أنتيوه من السيطرة على إمارة البغدان، عمل ديمتري مبعوثًا له إلى بورت. خلال هذه السنوات، عمل كذلك بامتياز في الجيش التركي أثناء حملاته.
في عام 1710، عُين ديمتري حاكمًا بحكم سلطته. ظنًا منه بأن تركيا العثمانية تنهار، وضع إمارة البغدان تحت الحكم الروسي من خلال اتفاق سري جرى توقيعه في لوتسك. ثم انضم إلى بطرس الأكبر في حربه ضد الأتراك. انتهى ذلك بالفشل في ستاينيليشتي (18-22 يوليو 1711) ونُفي آل كانتيمير إلى روسيا. بعد ذلك، استبدلت تركيا حكم أسرة كانتيمير بأسرة فاناريوت اليونانية.
في روسيا، نصب بطرس الأكبر ديمتري أميرًا روسيًا ونصبه كارل السادس أميرًا للإمبراطورية الرومانية المقدسة. عاش في مقاطعة في دميتروفكا بالقرب من أوريول مع حاشية كبيرة من البويار (بما في ذلك المؤرخ إيون نيكوليس). توفي هناك في 21 أغسطس 1723، في نفس اليوم الذي مُنح فيه لقبه الألماني. أُعيد رفاته إلى ياش في عام 1935.